# Phenacephorus
Phenacephorus is een geslacht van Phasmatodea uit de familie Phasmatidae. De wetenschappelijke naam van dit geslacht is voor het eerst geldig gepubliceerd in 1907 door Karl Brunner-von Wattenwyl.

## Soorten
Het geslacht Phenacephorus omvat de volgende soorten:
- Phenacephorus auriculatus (Brunner von Wattenwyl, 1907)
- Phenacephorus cornucervi Brunner von Wattenwyl, 1907
- Phenacephorus latifemur Tamayo Lorenzo, 2007
- Phenacephorus sepilokensis Bragg, 1994
- Phenacephorus spinulosus (Hausleithner, 1991)